# Ішлейкаси
Ішлейка́си (рос. Ишлейкасы, чув. Ишлейкасси) — присілок у складі Чебоксарського району Чувашії, Росія. Входить до складу Чиршкасинського сільського поселення.
Населення — 42 особи (2010; 58 у 2002).
Національний склад:
- чуваші — 100 %